# 1989 (Ryan-Adams-Album)
1989 ist das fünfzehnte Studioalbum des US-amerikanischen Singer-Songwriters Ryan Adams, das am 21. September 2015 auf dessen Label PAX AM erschien. Das Album ist ein vollständiges Cover von Taylor Swifts gleichnamigem Album, das ein Jahr zuvor veröffentlicht wurde. 1989 stieg auf Platz sieben in die Billboard 200 ein und lag damit eine Position vor Swifts 1989, das zu diesem Zeitpunkt bereits 48 Wochen lang in den Charts vertreten war.

## Hintergrund
Adams lernte Taylor Swifts Album kennen, während er das Scheitern seiner Ehe mit Mandy Moore verarbeitete. Auf die Frage, was ihn an Swifts Album angezogen habe, sagte Adams, es strahle einfach eine Freude aus, und beschrieb das Album als ein eigenes alternatives Universum. Anfangs beschrieb Adams sein Album als ähnlich zur Musik von The Smiths. Während der Aufnahmen fand er nach eigener Aussage eine Mischung zwischen Bruce Springsteens Darkness on the Edge of Town und Meat Is Murder von The Smiths.

## Rezeption durch Taylor Swift
An dem Tag, an dem Adams sein Projekt ankündigte, äußerte sich Swift via Twitter enthusiastisch: „Cool, ich werde weder heute noch jemals wieder schlafen können und ich werde den heutigen Tag jedes Jahr als Feiertag begehen“.
Zwei Wochen später erschien eine offizielle Ankündigung in der Entertainment Weekly, woraufhin sich Swift erneut begeistert und voller Vorfreude äußerte.
Einen Tag nach der Veröffentlichung des Albums lobte Swift in einem gemeinsamen Interview mit Adams dessen Arbeit. Sie wies darauf hin, dass seine Interpretationen sich deutlich von ihren eigenen unterschieden und keine Coverversionen im herkömmlichen Sinne seien.

## Titelliste
Die Titelliste entspricht exakt der des Originals:
1. Welcome to New York (Ryan Tedder/Noel Zancanella/Taylor Swift) – 3:18
2. Blank Space (Swift/Max Martin/Shellback) – 3:21
3. Style (Swift/Martin/Shellback/Payami) – 2:44
4. Out of the Woods (Jack Antonoff/Martin/Swift) – 6:07
5. All You Had to Do Was Stay (Swift/Martin/Shellback/Mattmann & Robin) – 3:30
6. Shake It Off (Swift/Martin/Shellback) – 4:06
7. I Wish You Would (Antonoff/Swift/Greg Kurstin/Martin) – 3:44
8. Bad Blood (Swift/Martin/Shellback) – 3:55
9. Wildest Dreams (Swift/Martin/Shellback) – 5:21
10. How You Get the Girl (Swift/Martin/Shellback) – 3:50
11. This Love (Nathan Chapman/Swift) – 4:45
12. I Know Places (Tedder/Zancanella/Swift) – 5:14
13. Clean (Imogen Heap/Swift) – 4:23